# Andrea Pininfarina

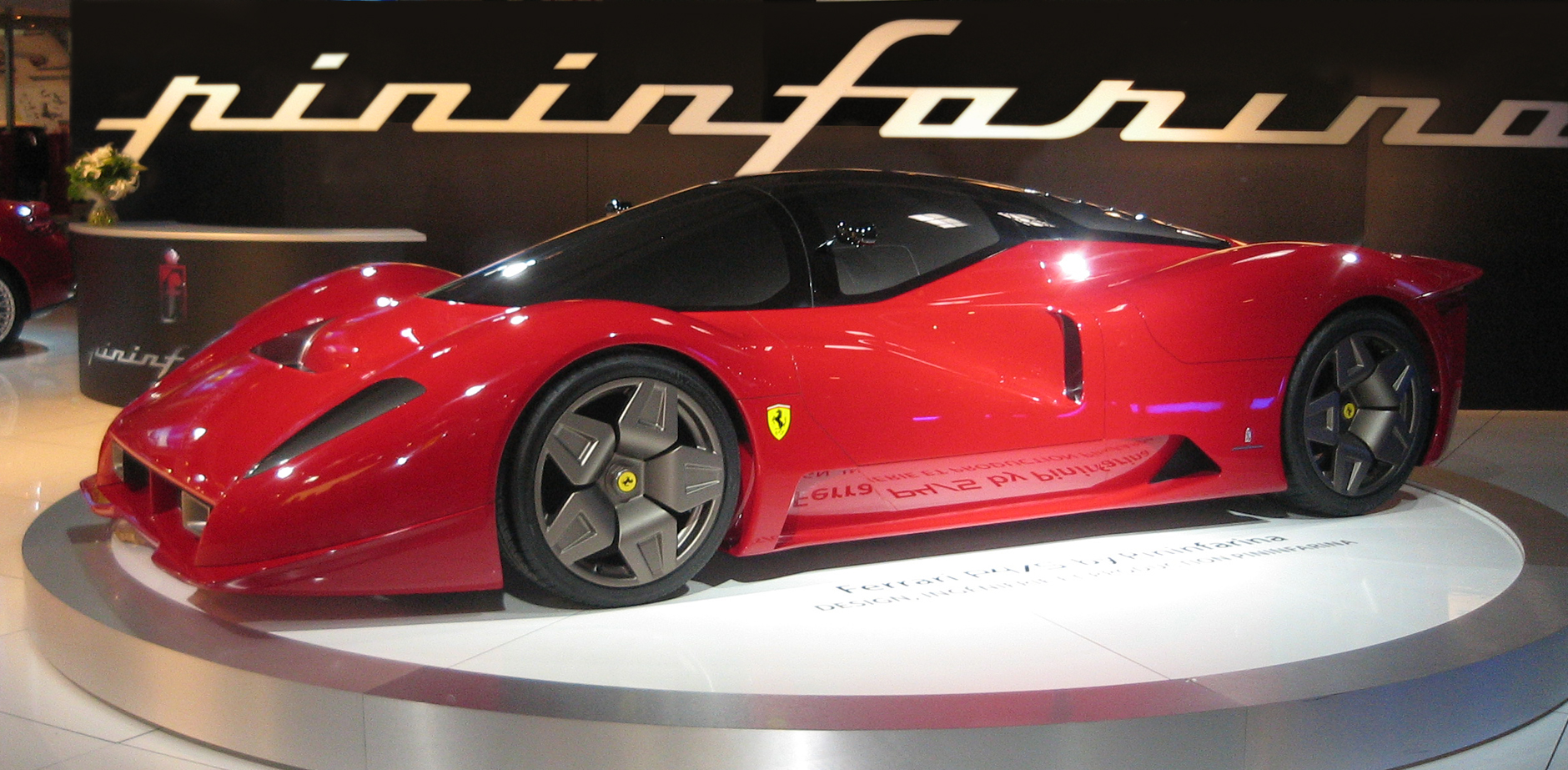
Ferrari P4/5

Andrea Pininfarina (narozen jako Andrea Farina, 26. června 1957, Turín – 7. srpna 2008, Trofarello) byl italský podnikatel, majitel a výkonný ředitel rodinné karosářské firmy Pininfarina, kterou založil v roce 1930 jeho děd Battista "Pinin" Farina.
Jeho otcem byl Sergio Pininfarina. Andrea studoval na polytechnice v Turíně. Promoval v roce 1981. Poté krátce pracoval pro společnost Fruehauf Trailer Corporation v USA. Od července 1983 působil jako koordinátor a později program-manažer na studii vozu Cadillac Allanté v rodinné firmě Industrie Pininfarina S.p.A.. Od roku 1987 zastupoval generálního ředitele a následujícího roku se stal generálním ředitelem firmy. Od roku 1994 byl obchodním ředitelem a 1. července 2001 nastoupil po svém otci do funkce výkonného ředitele. V roce 2006 byl zvolen předsedou představenstva společnosti.
Pininfarina, mimo mnoha dalších funkcí, byl také viceprezidentem italského svazu zaměstnavatelů Confindustria. Byl ženat s Cristinou Pellion di Persano, se kterou měl tři děti (Benedetta, Sergio a Luca).
Andrea Pininfarina zahynul 7. srpna 2008 při srážce svého mopedu Vespa s automobilem Ford Fiesta, jehož řidič mu nedal přednost v jízdě, v blízkosti sídla firmy v Cambianu.

## Ocenění
- 6. května 2003 se stal rytířem Řádu čestné legie.
- 1. července 2005 mu bylo uděleno italské vyznamenání Ordine al Merito del Lavoro.